# 宋瑶
宋瑶，五代十国初期将领。
宋瑶在后梁初年为天德军节度使，镇守河套平原的天德军和丰州。后梁乾化元年（911年），幽州节度使、燕王刘守光派人婉言劝说镇州王镕、定州王处直，要求他们尊奉自己为尚父。王镕把这件事告诉晋王李存勖，李存勖勃然大怒，想要讨伐刘守光，诸将说：“刘守光作恶到极点了，应当诛灭他的全族，不如假装推尊他为尚父来让他恶贯满盈。”于是河东节度使·晋王李存勖、成德节度使·赵王王镕、义武节度使王处直、昭义节度使李嗣昭、振武节度使周德威、天德节度使宋瑶共同奉册推尊为尚书令、尚父。
九年后，后梁贞明六年（契丹神册五年、920年）十月十三辛未，契丹皇帝耶律阿保机攻天德军。十月十五癸酉，节度使宋瑶降契丹，阿保机赐给他弓矢、鞍马、旗鼓，改天德军为应天军。十月十六甲戌，契丹班师。宋瑶于是反契丹。十月十八丙子，契丹于是攻克天德城，擒获宋瑶，俘俘其家属，钱徙当地百姓到阴山南。